# Sleeper (1973)
Sleeper is een Amerikaanse komische sciencefictionfilm uit 1973, geregisseerd en deels geschreven door Woody Allen. Hij speelde tevens de hoofdrol in de film, samen met Diane Keaton, Maria Small en Susan Miller.
Het verhaal is losjes gebaseerd op de roman The Sleeper Awakes van H. G. Wells.

## Verhaal
De film draait om Miles Monroe, een jazzmuzikant en eigenaar van een winkel gespecialiseerd in gezond voedsel. Hij woont in het Manhattan van 1973. Op een dag wordt hij cryogeen ingevroren, en pas 200 jaar later weer ontdooid. Amerika blijkt in deze tijd een politiestaat te zijn geworden, geregeerd door een wrede dictator. De wetenschappers die Miles hebben ontdooid zijn lid van een ondergrondse beweging die vecht tegen het bewind van deze dictator. De autoriteiten staan op het punt een geheim project genaamd het "Aries Project" te lanceren. De wetenschappers willen Miles gebruiken als spion om te infiltreren bij dit project, daar hij het enige lid van de gemeenschap is zonder een biometrische identiteit.
De autoriteiten ontdekken het het plan van de wetenschappers, en arresteren hen. Miles kan ontsnappen door zich te vermommen als robot. Hij vindt in deze vermomming werk als butler in het huis van Luna Schlosser. Zij ontdekt uiteindelijk dat Miles geen echte robot is. Geschokt dreigt ze Miles aan te geven. Derhalve heeft hij geen andere keus dan haar te ontvoeren en mee te nemen bij zijn zoektocht naar het Aries Project.
Miles en Luna beginnen verliefd te worden, maar dan wordt Miles gevangen en gedwongen een hersenspoeling te ondergaan. Hij vergeet dat hij uit het jaar 1973 komt, en wordt lid van de futuristische gemeenschap. Ondertussen vindt Luna een groep commando-rebellen, en sluit zich aan bij hun ondergrondse verzet. De rebellen ontvoeren Miles en draaien het effect van de hersenspoeling terug.
Miles en Luna infiltreren succesvol bij het Aries Project. Daar ontdekken ze dat de dictator tien maanden geleden is omgekomen bij een bomaanslag. Alleen zijn neus is nog in orde, en wordt nu kunstmatig in leven gehouden. Het project heeft tot doel een kloon te maken van de dictator met behulp van het DNA uit zijn neus. Miles en Luna worden aangezien voor de wetenschappers die dit kloonproces komen uitvoeren. Miles maakt handig gebruik van deze verwarring om de neus te bemachtigen, en te vernietigen onder een stoomwals.

## Rolverdeling
| Acteur           | Personage      | Opmerkingen     |
| ---------------- | -------------- | --------------- |
| Woody Allen      | Miles Monroe   |                 |
| Diane Keaton     | Luna Schlosser |                 |
| John Beck        | Erno Windt     |                 |
| Mary Gregory     | Dr. Melik      |                 |
| Don Keefer       | Dr. Tryon      |                 |
| John McLiam      | Dr. Aragon     |                 |
| Bartlett Robinon | Dr. Orva       |                 |
| Chris Forbes     | Rainer Krebs   |                 |
| Mews Small       | Dr. Nero       | als Marya Small |
| Peter Hobbs      | Dr. Dean       |                 |
| Susan Miller     | Ellen Pogrebin |                 |
| Lou Picetti      | M.C.           |                 |

## Achtergrond
De film werd opgenomen in en rond Denver. De buitenscènes van het ziekenhuis werden opgenomen bij het Table Mesa Laboratorium van het National Center for Atmospheric Research in Boulder.
De film is alleen qua basis overgenomen van H.G. Wells verhaal, maar volgt verder een eigen verhaal. When the Sleeper Wakes gaat ook over een man die 200 jaar slaapt en ontwaakt in een door een dictator overheerste toekomst, waartegen hij in opstand komt.
Volgens zijn boek Woody Allen on Woody Allen wilde Allen aanvankelijk een film van drie uur maken, bestaande uit een helft die zich afspeelde in het heden en een helft in de toekomst. Toen het project groen licht kreeg werd besloten de eerste helft weg te laten.
In 2000 werd de film door lezers van Total Film verkozen tot de 30e grootste komediefilm ooit. Datzelfde jaar plaatste het American Film Institute Sleeper als 80e op hun lijst van 100 Years… 100 Laughs.
Er bestaan twee verschillende versies van Sleeper. De eerste, blijkbaar de originele versie, bevat een dinerscène tussen Miles en Luna. In de andere versie is deze vervangen door een scène waarin Miles zich scheert.

## Trivia
- In de scène waarin Luna Schlosser probeert een revolutionair lied te zingen, zingt ze het lied dat de rebellenleider uit de film Bananas (1971) ook zong.

## Prijzen en nominaties
| jaar | prijs                          | categorie                                   | genomineerde(n)                | uitslag     |
| ---- | ------------------------------ | ------------------------------------------- | ------------------------------ | ----------- |
| 1974 | Hugo Award                     | Best Dramatic Presentation                  | -                              | gewonnen    |
| 1974 | Writers Guild of America Award | Best Comedy Written Directly for the Screen | Woody Allen, Marshall Brickman | Genomineerd |
| 1975 | Golden Scroll                  | Beste Sciencefictionfilm                    | -                              | Genomineerd |
| 1975 | Nebula Award                   | Best Dramatic Presentation                  | Woody Allen                    | gewonnen    |